# Euphorbia viatilis
Euphorbia viatilis là một loài thực vật có hoa trong họ Đại kích. Loài này được Ule mô tả khoa học đầu tiên năm 1908 publ. 1909.